# Kwaiailk
Kwaiailk (Upper Chehalis), Indijansko pleme porodice Salishan s gornjeg toka rijeke Chehalis u Washingtonu. Pleme je općenito poznato kao Upper Chehalis a prvi su im rođaci Lower Chehalis, danas nastanjeni na rezervatu Chehalis, utemeljenim za njih 1860. godine. Ostali nazivi za Kwaiailke su Kwu-teh-ni (Kwalhioqua), Stak-ta-mish /'forest people'/ i Nu-so-lupsh,  (Sound Indijanci). 
Brojno stanje iznosilo je 400 (1700.); 400 (1800.); 216 (1855.; prema Gibbsu);  Lower i Upper Chehalis →149 (1906.); 382 (1984.).
Kwaiailki su bili sjedilačko obalno pleme lovaca i sakupljača, te prvenstveno ribara. Stalna zimska sela Kwaiailka, kao i kod Chehalisa, sastojala su se od velikih kuća od cedrovih dasaka, okrenutih uvijek prema vodi od koje su živjeli, i koje su bile njihove glavne prometnice za putovanje u unutrašnjost. Ekonomija, koja kod njih ima jako uporište na bogatstvu rijeka, kao i kod drugih susjednih plemena, znatno je ovisna i od sakupljana bobica i kopanja korijenja koje se sakupljalo u planinama. Njihova putovanja u unutrašnjost, radi sakupljanja hrane, često bi kombinirali da se uz kanue kreću i pješice i na konjima. Konje je pleme dobilo prije 1800. vjerojatno trgovinom od plemena Klickitat. 
Poznavalac Indijanaca, Swanton, navodi njihovo selo i ogranak Cloquallum.

## Vanjske poveznice
- Kwaiailk  Arhivirana inačica izvorne stranice od 9. svibnja 2008. (Wayback Machine)